# 泸西“11·18”爆炸枪击案
泸西“11·18”爆炸枪击案是2010年11月18日发生在云南省红河哈尼族彝族自治州泸西县的一起爆炸枪击案件。该案件造成9人死亡，48人受伤。
2010年12月8日，云南省红河哈尼族彝族自治州在蒙自县召开了泸西"11.18"案件情况通报会。会上通报称，该案件犯罪事实已基本查清，涉案主要犯罪嫌疑人已被抓获。该会通报指出，
经查，本案是小松地煤矿矿主王建福因涉嫌越界开采，与跃进煤矿矿主郑春云发生纠纷，在得知郑春云将聚众到矿上滋事的消息后，预先安排人在井口埋设炸药、准备枪支，在郑春云一伙到达现场后实施引爆和枪击，导致群死群伤的一起恶性刑事案件。目前，王建福、王飞云、王永林、郑春云、李六生、王吴永等六名犯罪嫌疑人已经检察机关依法批准逮捕，其他涉案人员正在依法审查过程中，涉案枪支已在现场提取，枪弹来源正在全力追查。
自治州州委书记刘一平在通报会上表示，一定要彻查案件背后的涉黑涉恶问题，从严打击；他还对州委、州政府工作不力的原因进行了剖析。
2012年1月12日，云南省红河哈尼族彝族自治州中级人民法院以爆炸罪，故意杀人罪，非法制造、买卖、储存枪支、弹药、爆炸物罪，非法持有枪支罪，数罪并罚，判处王建福死刑，剥夺政治权利终身；以爆炸罪，故意杀人罪，非法制造、买卖枪支、爆炸物罪，非法持有枪支罪，数罪并罚，判处王飞云死刑，剥夺政治权利终身。一审宣判后，王建福、王飞云提出上诉，云南省高级人民法院组成合议庭进行二审，驳回上诉，维持原判，并报请最高人民法院核准死刑。最高人民法院批准死刑。2013年11月1日，云南省红河哈尼族彝族自治州中级人民法院对主犯王建福、王飞云执行死刑。